# Indústria farmacêutica

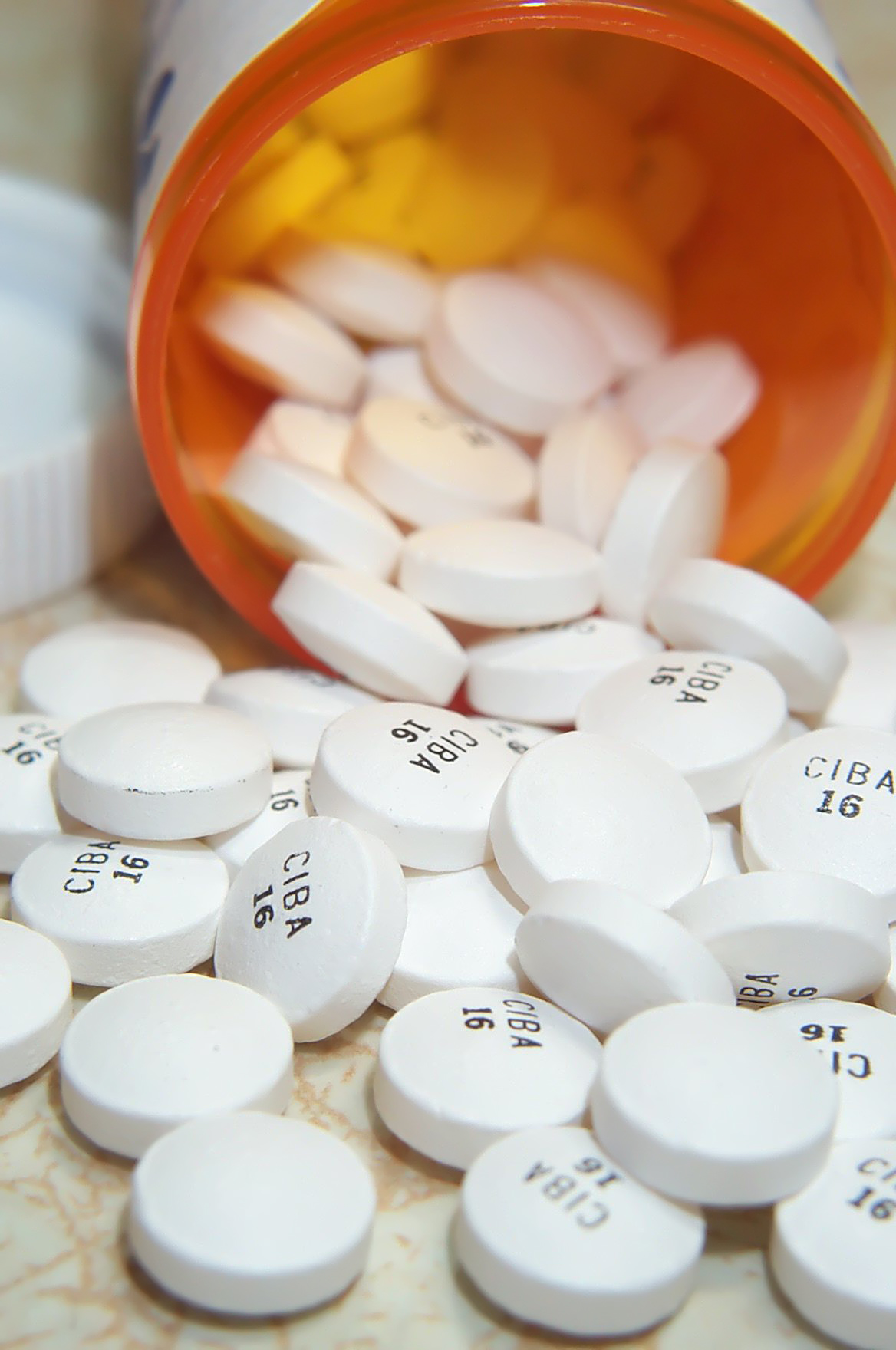

A indústria farmacêutica é responsável por produzir medicamentos. É uma atividade licenciada para pesquisar, desenvolver, comercializar e distribuir drogas farmacêuticas. Muitas das companhias farmacêuticas surgiram entre o final do século XIX e o início do século XX. As principais descobertas aconteceram em torno das décadas de 1920 e 1960. Nos últimos anos surgiram os medicamento genéricos, com a mesma fórmula dos medicamentos de marcas registradas. Essa empresas fazem lobby incluso em países totalitários.

## Controvérsias
De modo geral, a indústria farmacêutica fabrica e comercializa seus medicamentos somente após um longo processo, que envolve  meses ou anos de pesquisas,  testes e pesados investimentos. As pesquisas para a busca e  de determinados medicamentos podem custar bilhões de dólares. Quando um medicamento é descoberto por uma determinada empresa, esta pode requerer a patente da fórmula. Outras empresas que desejem fabricar a mesma fórmula devem pagar royalties à detentora da patente. O retorno da maior parte do investimento feito ocorre na forma de lucros advindos da venda de royalties, além da comercialização direta dos medicamentos.
Porém, nas últimas décadas, as grandes empresas farmacêuticas (conhecidas como Big Pharma), frequentemente têm sua imagem afetada negativamente, dada a relação entre saúde e mercado, o que, em última instância, significa a transformação da saúde em mercadoria. 
O Prêmio Nobel de Medicina Richard J. Roberts declarou, durante uma entrevista em 2011, que os fármacos que curam não são rentáveis e por isso não são desenvolvidos pelas farmacêuticas. A elas interessa desenvolver  medicamentos cronificadores das doenças, que não curam de todo e devem ser consumidos de forma serializada, de modo que o paciente experimente uma melhora que desapareça quando deixar de tomar o medicamento.
Os críticos afirmam que as pesquisas da indústria farmacêutica são orientadas basicamente pelo lucro, o que dá lugar à existência das chamadas doenças negligenciadas. Essas doenças afetam principalmente a população mais pobre dos países em desenvolvimento, que não pode pagar altos preços pelos remédios de que necessita. Assim, a indústria privilegia os investimentos na pesquisa e desenvolvimento de medicamentos para doenças que afetam a população mais rica - mais concentrada nos países desenvolvidos -,  pode pagar e garantir o retorno dos investimentos em P&D. Segundo Louis Currat, secretário-geral do Fórum Global de Pesquisas em Saúde, ligado à Organização Mundial de Saúde, "menos de 10% das verbas para pesquisa são destinados a 90% dos problemas de saúde do mundo". 
Tudo isso se evidencia em números que mostram a diferença entre pesquisas sobre doenças de impacto mundial, por exemplo: a malária, doença que mata um milhão de pessoas por ano, com 90% dos infectados localizados na África, conta com 18 medicamentos e 2 vacinas em desenvolvimento; a tuberculose, que mata dois milhões de pessoas todos os anos, (90% destes em países em desenvolvimento), conta com 17 medicamentos e 2 vacinas em desenvolvimento; e a AIDS, síndrome responsável por uma média de dois a três milhões de mortes anuais (com dois terços dos aproximadamente 40 milhões de infectados atuais encontrados na África, porém muitos outros milhões em países desenvolvidos), possui 88 medicamentos aprovados, 77 candidatos a medicamentos e 19 vacinas em desenvolvimento.
Há quem afirme, entretanto, que sendo imprescindível a realização de pesados investimentos para a pesquisa e desenvolvimento de medicamentos eficazes contra certas doenças, os recursos necessários deveriam vir de financiamento público, ou que os preços dos medicamentos fossem subsidiadas pelos governos de países mais atingidos pelas doenças, de modo que a reduzir os preços aos consumidores, preservando-se os interesses da indústria, com relação a  patentes e  royalties. Mas ocorre  que,  no caso das doenças negligenciadas, os países mais afetados são também os mais pobres. 
Na articulação da dinâmica de inovação com a sociedade, pode-se afirmar que o círculo virtuoso entre gasto em P&D e marketing, inovação, lucratividade e crescimento possui uma dimensão perversa em que a lógica de mercado se descola das necessidades de saúde, principalmente daqueles países e populações com menor poder de compra e que possuem alta incidência de doenças negligenciadas. 
Um recente estudo estatístico mostra como a indústria farmacêutica nos Estados Unidos aufere super-lucros, evidenciando rendas de monopólio, ao investir mais em marketing do que em pesquisa e desenvolvimento de novos produtos. Os gastos dos grandes laboratórios com marketing superaram os 14000 milhões de dólares em 2004. A maior parte desses gastos refere-se a marketing direto, voltado a profissionais da saúde, e influencia diretamente a prescrição de medicamentos pelos médicos. A principal conclusão dos autores é a de que as empresas farmacêutica nos EUA não são as que mais investem em P&D, mas são as que apresentam as maiores taxas de lucros líquidos:
"À pergunta se os custos dos fármacos são justificados pelos gastos em pesquisa e desenvolvimento, a resposta é não."
As empresas farmacêuticas de fato investem em P&D, assim como outras empresas de outros ramos de atividade. Porém o investimento da indústria farmacêutica é pouco significativo, quando comparado aos seus imensos lucros de monopólio- entre 2½ e 37 vezes superiores aos lucros médios da indústria não-farmacêutica. 
De todo modo, a imagem negativa da indústria junto ao público também não faz bem aos negócios. Por isso, algumas empresas têm procurado se aproximar de iniciativas voltadas para os países subdesenvolvidos. É o caso da Novartis, que criou em 2003 em Singapura o Instituto Novartis de Pesquisa em Doenças Tropicais. Mais recentemente, a mesma empresa, em parceria  com a Fapesp, o Instituto de Medicina Tropical, a Faculdade de Medicina da USP, a Sociedade Brasileira de Medicina Tropical e a ONG Médicos sem Fronteiras, criou um portal para pesquisadores e centros de pesquisa, visando fomentar a troca de informações   sobre o tema. 

## Características da indústria farmacêutica
Em âmbito internacional, a indústria farmacêutica se caracteriza como um oligopólio diferenciado, baseado na inovação e nas ciências, pois a criação de novos produtos é prioritária em relação às economias de escala e aos custos de produção. As empresas que lideram o setor são multinacionais de grande porte e atuam de forma global no mercado. A principal fonte de diferenciação de produtos é, por um lado, a pesquisa e desenvolvimento e, por outro lado, o marketing. É necessário produzir novos medicamentos a cada patente expirada, pois, terminado o prazo de proteção, os produtos farmacêuticos ficam expostos à concorrência dos genéricos e similares, que utilizarão outras estratégias de competição. A principal maneira de a indústria se apropriar de resultados oriundos de seus esforços de P&D é a patente, que garante o monopólio temporário de vendas. A liderança de mercado é conquistada em segmentos de mercado particulares, mediante diferenciação de produtos.
O setor farmacêutico se caracteriza por uma forte dinâmica centrada em pesquisa e desenvolvimento, produção industrial e comercialização com altos investimentos e estratégia de competição focada na diferenciação de produtos. O Brasil representa o 8º maior mercado do mundo em faturamento, porém representa apenas 2% da fatia de mercado mundial, sendo os Estados Unidos o principal mercado, com aproximadamente 50% do volume de negócios. O segmento no Brasil é quase que totalmente dependente de importações e utiliza a proteção de patentes como uma forma de segurança de retorno dos investimentos praticados.
Nas duas últimas décadas e meia, o setor farmacêutico conheceu um crescimento significativo, que foi marcado por concentração industrial, lucros extraordinários (isto é, superiores ao lucro médio do mercado) decorrentes da combinação de aumento no consumo com elevação de preços dos medicamentos. No que se refere às oportunidades destacam-se a prospecção de novos caminhos científicos e tecnológicos particularmente no tocante ao impacto potencial da biotecnologia não somente na inovação em processos de P&D, mas também em produtos. Em relação aos desafios cabe ressaltar o papel da crescente pressão competitiva associada aos medicamentos genéricos diante de um momento em que os medicamentos líderes de venda terão suas patentes expirando.
Dentre as principais tendências que marcam a atual concorrência e organização produtiva da indústria farmacêutica internacional é possível destacar:
• Mudanças associadas aos vetores de crescimento do mercado global de produtos farmacêuticos;
• Aumento nas pressões competitivas enfrentadas pelos grandes laboratórios farmacêuticos decorrentes da concentração no vencimento de patentes de
blockbusters;
• Declínio na produtividade das atividades de P&D: Redução no ritmo de registro de novos produtos com características inovadoras;
• Crescente competição dos medicamentos genéricos: intensificação no processo de fusões e aquisições entre empresas produtoras de medicamentos genéricos;
• Mudanças no Marco Regulatório associados às pressões crescentes de
consumidores.
Esse conjunto de tendências gera um realinhamento das estratégias corporativas por parte das empresas multinacionais do setor no sentido de lucrarem através das oportunidades potenciais nos mercados emergentes, bem como de novas estratégias com foco em planejamento estratégico, aumento de produtividade, sobretudo na P&D, estratégias de outsourcing em países com menores custos de mão-de-obra, aumento do interesse em biotecnologia e entrada no mercado de medicamentos genéricos, além de um movimento das atividades de P&D para focar a pesquisa em medicamentos para grupos específicos em oposição às estratégias demasiadamente centradas nos blockbusters.
Por outro lado, essa mudança de posição não mudou, na essência, a estrutura da indústria nem o padrão de competitividade atual. Assim, dentre as relevantes características que marcam o padrão de concorrência na indústria farmacêutica mundial hoje, é possível mencionar: 
i) o alto grau de internacionalização e o aumento de consolidação de empresas;
ii) a intensidade de conhecimentos científicos e tecnológicos do setor que demanda elevados gastos em P&D; 
iii) a natureza fragmentada dos mercados relevantes na indústria farmacêutica, tanto do ponto de vista do consumidor quanto do ponto de vista tecnológico, o que implica a existência de nichos de mercado e representa uma importante janela de oportunidade para países menos desenvolvidos.

## Aprovação de produtos em diferentes países
Nos Estados Unidos, os novos produtos farmacêuticos devem ser aprovados pela Food and Drug Administration (FDA) como seguros e eficazes. Este processo envolve, normalmente, a apresentação de um pedido de estudo de um novo medicamento com dados pré-clínicos suficientes para avançar para ensaios em seres humanos.
A Saudi Food and Drug Administration (SFDA) regula as indústrias das ciências da vida na Arábia Saudita, incluindo os produtos farmacêuticos, a biotecnologia, os dispositivos médicos, etc. As empresas devem solicitar o registo na SFDA para obterem a aprovação de comercialização dos seus produtos. 
No Reino Unido, a Medicines and Healthcare products Regulatory Agency aprova e avalia os medicamentos para utilização. Cabe então ao National Institute for Health and Care Excellence (NICE) em Inglaterra e no País de Gales decidir se e como o Serviço Nacional de Saúde (NHS) autorizará (em termos de pagamento) a sua utilização. 
Em muitos países ocidentais, com exceção dos EUA, surgiu um "quarto obstáculo" de análise custo-benefício antes de as novas tecnologias poderem ser implementadas. A tónica é colocada no "preço da eficiência" (em termos, por exemplo, de custo por QALY) das tecnologias em consideração. 

### Medicamentos órfãos
Existem regras especiais para determinadas doenças raras ("doenças órfãs") em vários dos principais territórios de regulamentação dos medicamentos. Uma vez que a investigação médica e o desenvolvimento de medicamentos para tratar essas doenças são financeiramente desvantajosos, as empresas que o fazem são recompensadas com impostos mais baixos, isenção de direitos e exclusividade de mercado por um período limitado (sete anos), independentemente de o medicamento estar protegido por patentes.

## Empresas líderes de vendas
As 15 empresas farmacêuticas que mais venderam em 2008 foram:
| Classificação | Empresa               | Vendas (USD milhões) | Sede        |
| ------------- | --------------------- | -------------------- | ----------- |
| 1             | Pfizer                | 43,363               | EUA         |
| 2             | GlaxoSmithKline       | 36,506               | Reino Unido |
| 3             | Novartis              | 36,506               | Suíça       |
| 4             | Sanofi-Aventis        | 35,642               | França      |
| 5             | AstraZeneca           | 32,516               | Reino Unido |
| 6             | Hoffmann–La Roche     | 30,336               | Suíça       |
| 7             | Johnson & Johnson     | 29,425               | EUA         |
| 8             | Merck & Co.           | 26,191               | EUA         |
| 9             | Abbott                | 19,466               | EUA         |
| 10            | Eli Lilly and Company | 19,140               | EUA         |
| 11            | Amgen                 | 15,794               | EUA         |
| 12            | Wyeth                 | 15,682               | EUA         |
| 13            | Teva                  | 15,274               | Israel      |
| 14            | Bayer                 | 15,660               | Alemanha    |
| 15            | Takeda                | 13,819               | Japão       |

### As maiores em volume de receita
A seguir, a classificação das 19 maiores empresas da área farmacêutica e de biotecnologia, segundo o volume de receita. Algumas, como  Bayer, Johnson & Johnson e Procter & Gamble) têm uma receita adicional não incluída na tabela. A expressão Big Pharma é frequentemente aplicada a empresas com receita superior a USD 3 bilhões e/ou gastos em P&D maiores que USD 500 milhões.
| Classificação | Empresa                   | País        | Receita total (USD milhões) | Gastos em P&D 2006 (USD milhões) | Lucro líquido/ (prejuízo) 2006 (USD milhões) | Empregados 2006 |
| ------------- | ------------------------- | ----------- | --------------------------- | -------------------------------- | -------------------------------------------- | --------------- |
| 1             | Pfizer                    | EUA         | 67.809                      | 7.599                            | 19.337                                       | 122.200         |
| 2             | Novartis                  | Suíça       | 53.324                      | 7.125                            | 11.053                                       | 138.000         |
| 3             | Merck & Co.               | EUA         | 45.987                      | 4.783                            | 4.434                                        | 74.372          |
| 4             | Bayer                     | Alemanha    | 44.200                      | 1.791                            | 6.450                                        | 106.200         |
| 5             | GlaxoSmithKline           | Reino Unido | 42.813                      | 6.373                            | 10.135                                       | 106.000         |
| 6             | Johnson & Johnson         | EUA         | 37.020                      | 5.349                            | 7.202                                        | 102.695         |
| 7             | Sanofi                    | France      | 35.645                      | 5.565                            | 5.033                                        | 100.735         |
| 8             | Hoffmann–La Roche         | Suíça       | 33.547                      | 5.258                            | 7.318                                        | 100.289         |
| 9             | AstraZeneca               | Reino Unido | 26.475                      | 3.902                            | 6.063                                        | 50.000+         |
| 10            | Abbott Laboratories       | EUA         | 22.476                      | 2.255                            | 1.717                                        | 66.800          |
| 11            | Bristol-Myers Squibb      | EUA         | 17.914                      | 3.067                            | 1.585                                        | 60.000          |
| 12            | Eli Lilly and Company     | EUA         | 15.691                      | 3.129                            | 2.663                                        | 50.060          |
| 13            | Amgen                     | EUA         | 14,268                      | 3,366                            | 2,950                                        | 48,000          |
| 14            | Boehringer Ingelheim      | Alemanha    | 13.284                      | 1.977                            | 2.163                                        | 43.000          |
| 15            | Schering-Plough           | EUA         | 10.594                      | 2.188                            | 1.057                                        | 41.500          |
| 16            | Baxter International      | EUA         | 10.378                      | 614                              | 1.397                                        | 38.428          |
| 17            | Takeda Pharmaceutical Co. | Japão       | 10.284                      | 1.620                            | 2.870                                        | 15.000          |
| 18            | Genentech                 | EUA         | 9.284                       | 1.773                            | 2.113                                        | 33.500          |
| 19            | Procter & Gamble          | EUA         | 8.964                       | n/a                              | 10.340                                       | 29.258          |
|               | TOTAL                     |             | 497.519                     | 70.843                           | 110.077                                      | 1.342.700       |
|               | MÉDIA                     |             | 24876                       | 3542                             | 5504                                         | 67135           |